# 斯韦娅·诺伦
斯韦娅·诺伦（瑞典語：Svea Norén，1895年10月5日—1985年5月9日），瑞典女子花样滑冰运动员。她曾代表瑞典参加1920年夏季奥林匹克运动会花样滑冰比赛，获得女子单人滑银牌。